# Weir (Texas)
Weir város az Amerikai Egyesült Államok Texas államában, Williamson megyében. Lakosainak száma 699 fő (2020. április 1.).

## Népesség
A település népességének változása:
| Lakosok száma | 591  | 450  | 699  |
|               | 2000 | 2010 | 2020 |